# Artesonado
Artesonado o soffitto spagnolo è un termine per indicare "un tipo di soffitto in legno unito in modo complesso in cui listelli supplementari sono intrecciati nelle travi che sostengono il tetto per formare motivi geometrici decorativi". Si tratta di una tecnica usata nell'architettura spagnola. È un esempio di arte mudéjar.

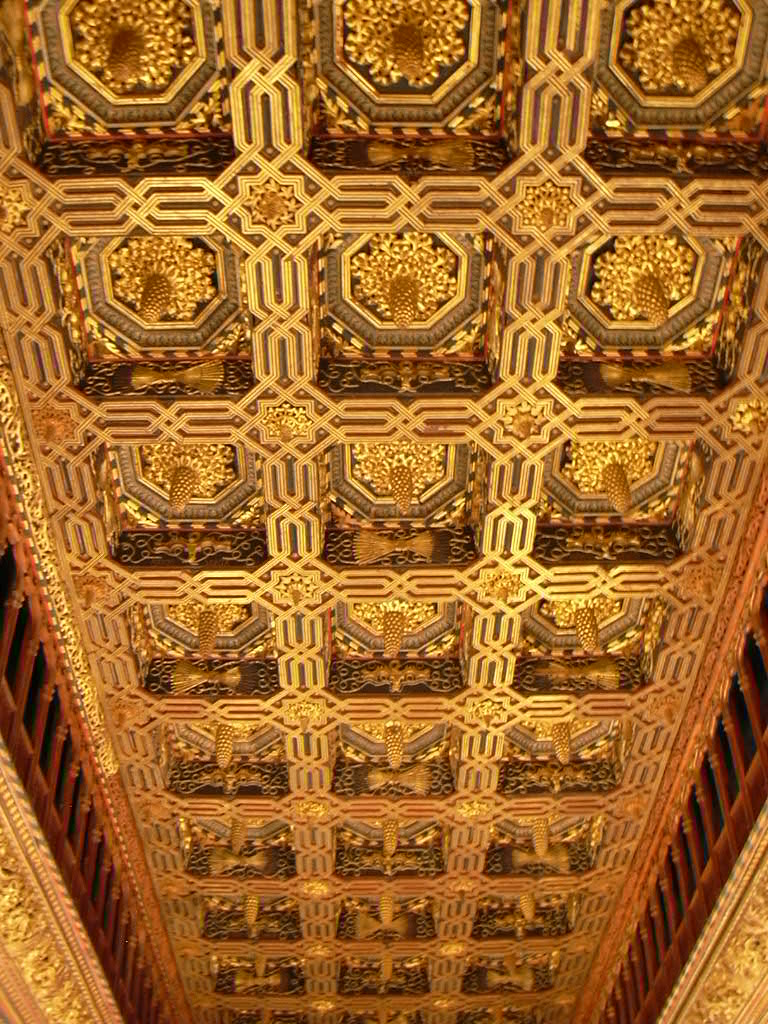
Artesonado nella Sala del Trono del Castello dell'Aljafería a Saragozza

La decorazione artesonado si trova solitamente in rientranze regolari tra le travi e la lavorazione del legno è dorata o dipinta. Ha avuto origine nelle regioni islamiche del Nord Africa e Al-Andalus, come si può vedere nel palazzo Nasridi dell'Alhambra, e fu introdotta nei regni cristiani iberici da artigiani musulmani durante la Riconquista cristiana della penisola iberica. Il nome deriva dalla parola spagnola artesa, un bacino poco profondo utilizzato nella panificazione.
Iniziando dal XIII secolo, i soffitti artesonado continuarono ad essere costruiti durante il Rinascimento spagnolo nel XV e XVI secolo, con un cambiamento dei motivi in uno stile greco-romano classico.
Notevoli esempi di soffitti artesonado includono quelli nella sala del trono del Castello dell'Aljafería a Saragozza, la Sala capitolare della Cattedrale di Santa María de Toledo e il Convento reale di Santa Clara (Tordesillas).

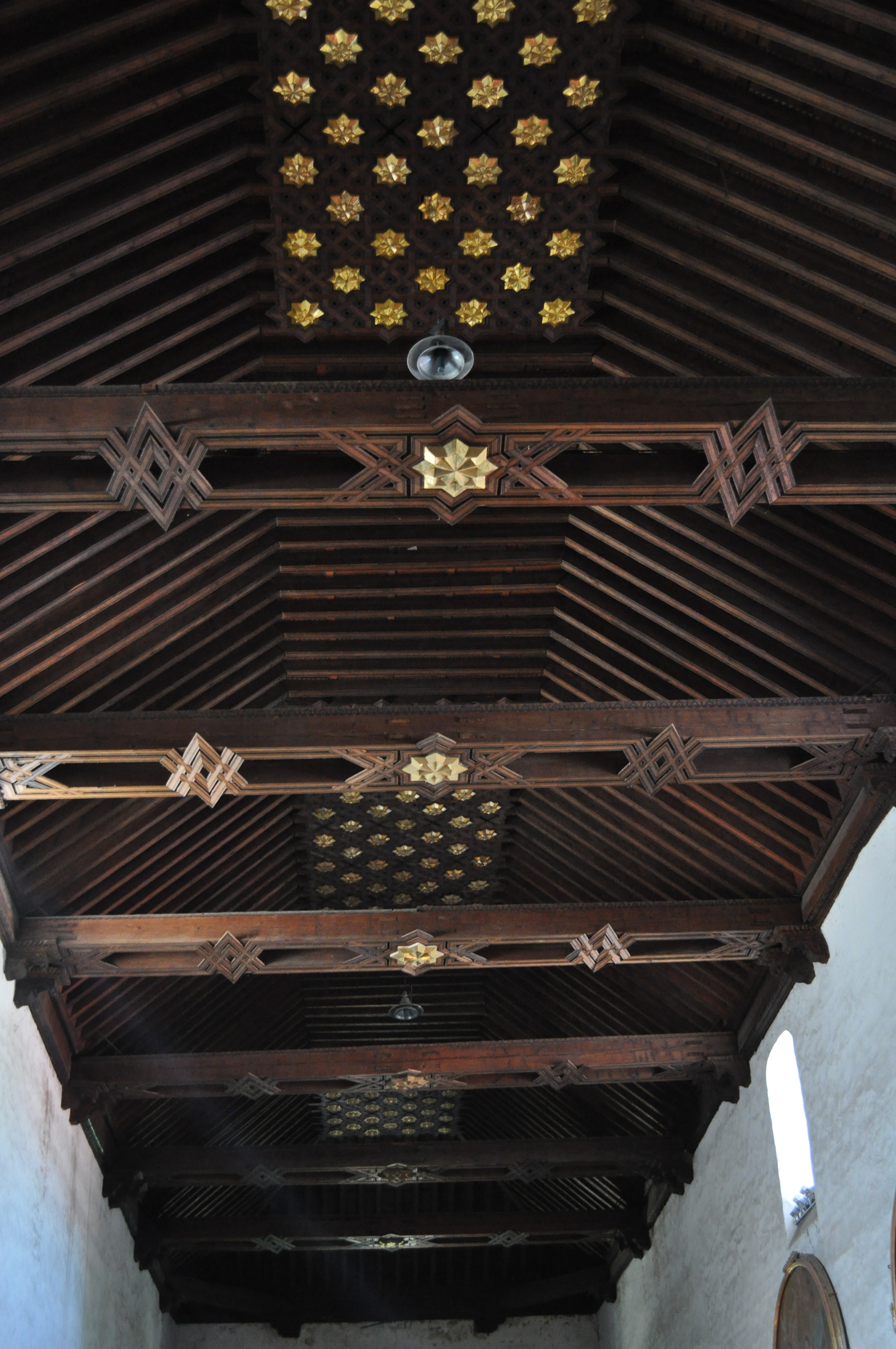
Artesonado nella cattedrale della città di Tlaxcala, Messico

I soffitti originali artesonado, sebbene costosi da trasportare e difficili da rimontare, furono acquistati da collezionisti privati durante il XX secolo e si trovano attualmente, ad esempio, nel Castello Hearst, nel Metropolitan Museum of Art di New York, nel Fine Arts Museum di San Francisco, nel Tomas Aquinas College of Ventura County, nel Worcester Art Museum e nell'Instituto Helenístico di Città del Messico.

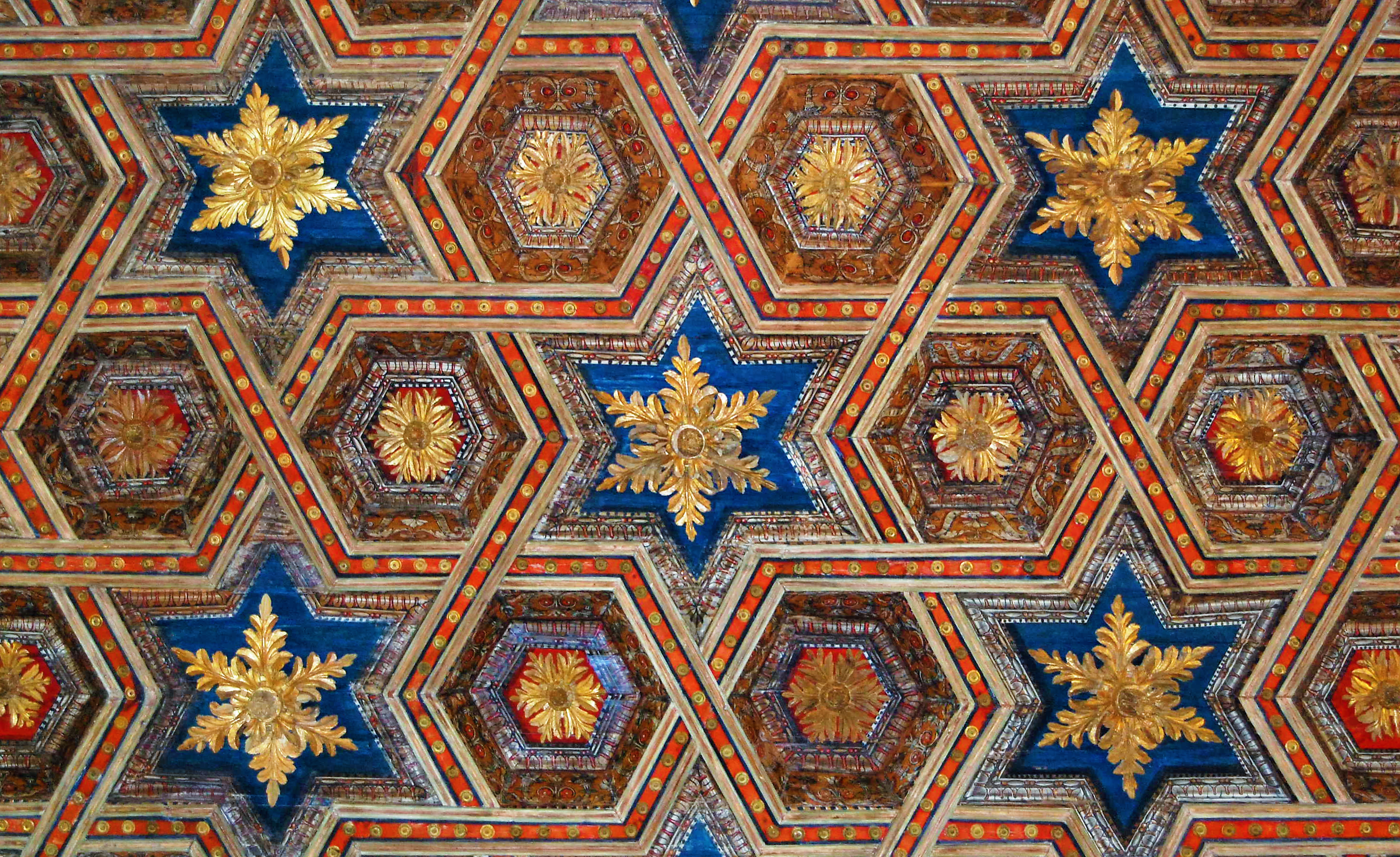
Soffitto a cassettoni dell'Auditorium dell'Università di Alcalá (Spagna, 1520).
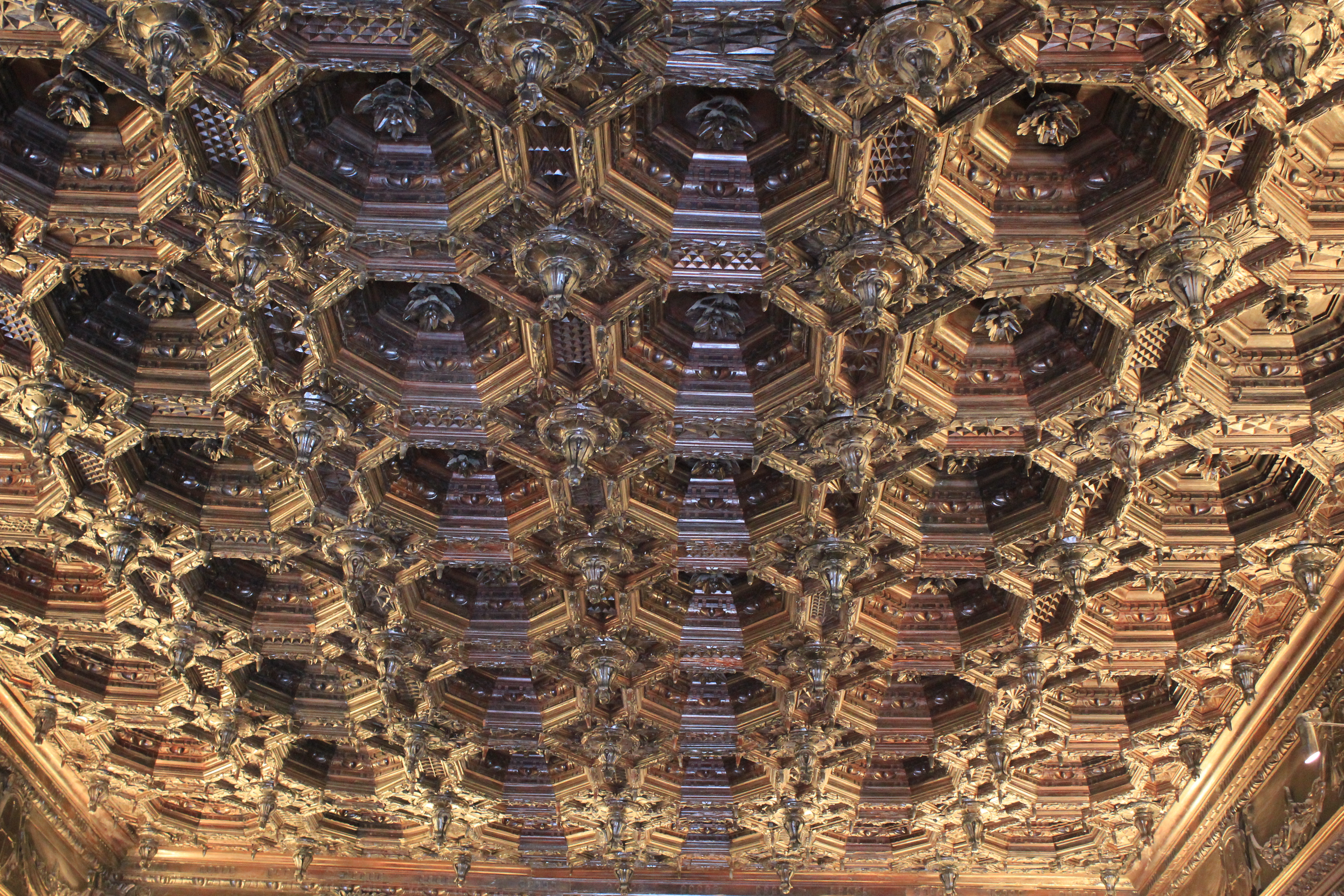
Artesonado datato 1580 nella Basilica e Convento di Santo Domingo a Lima, Perù